# Wolfgang Julio de Hohenlohe-Neuenstein

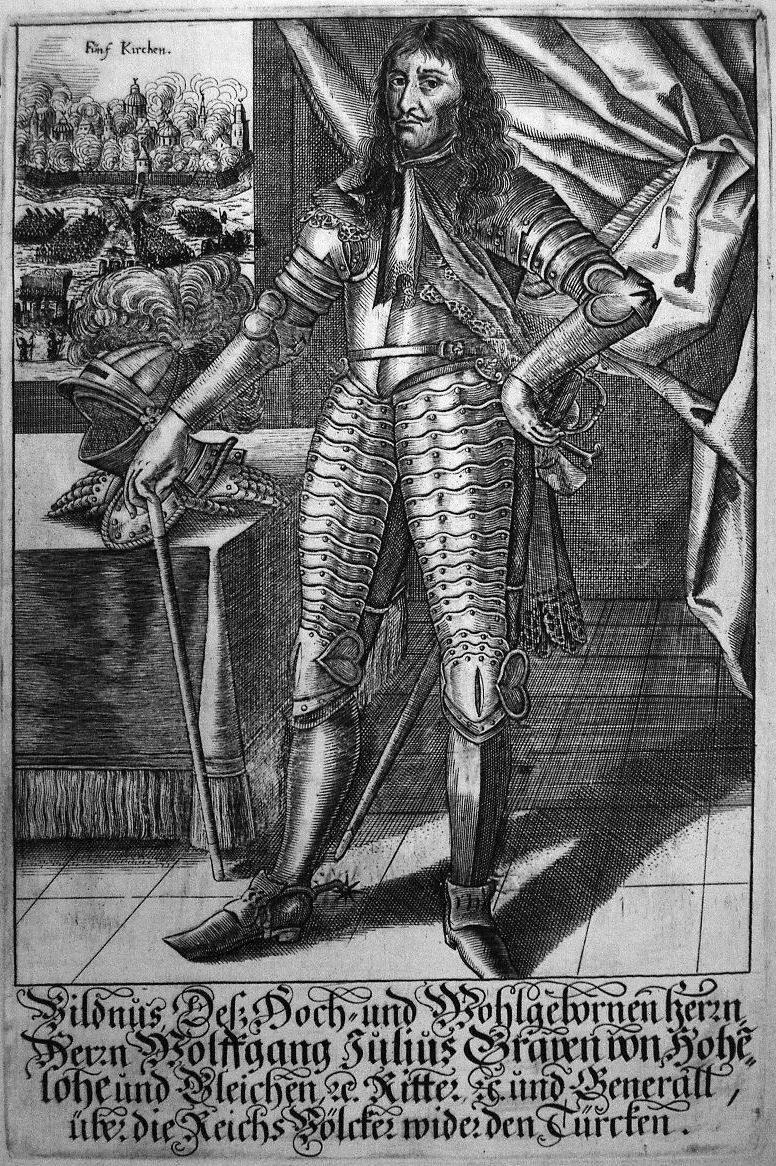
Wolfgang Julio de Honhelohe

Wolfgang Julius de Hohenlohe-Neuenstein (3 de agosto de 1622, Neuenstein - 26 de diciembre de 1698) fue un mariscal de campo alemán y el último conde de Hohenlohe-Neuenstein . Era el hijo de Kraft III de Hohenlohe-Neuenstein (14 de noviembre de 1582, Langenburg - 11 de septiembre de 1641, Ratisbona ) y Sophie de Birkenfeld (29 de marzo de 1593, Ansbach - 16 de noviembre de 1676, Neuenstein ), una hija de Carlos I, conde Palatino de Zweibrücken-Birkenfeld .

## Biografía
Durante la Guerra de los Treinta Años, la Familia Hohenlohe había huido a Ohrdruf . En 1637, cuando tenía 15 años, Wolfgang Julius fue detenido por una patrulla y herido en la cara a través de un tiro de mirada. En 1643 realizó su Gran Tour a Francia . Para ganar dinero, ingresó al regimiento del mariscal imperial Josias Rantzau , donde estuvo involucrado en una camarilla , que le valió siete meses de prisión.
Regresó a su hogar en 1657. Allí se convirtió en teniente general de las tropas de la Liga del Rin , que se establecieron para defenderse de los turcos en los Balcanes . Wolfgang Julius estaba estacionado en Estiria . A partir de 1664, luchó en Hungría y Croacia . Se distinguió en los asedios de Pécs y el castillo de Novi Zrin que fracasaron porque el ejército no fue unánime. Después de la exitosa Batalla de Mogersdorf, se convirtió en mariscal de campo y regresó a Hohenlohe con 800 hombres del 6500 original.
Compró el señorío de Wilhermsdorf , cerca de Nuremberg , y se retiró allí. Dado que sus dos matrimonios no tuvieron hijos, su herencia pasó a su hermano, John Frederick I de Hohenlohe-Oehringen.

## Matrimonio
Se casó dos veces. El 25 de agosto de 1666 se casó con Sophie Eleanor de Holstein-Sonderburg-Plön (1 de agosto de 1644, Plön - 22 de enero de 1689, Neuenstein ), hija de Joaquín Ernesto de Schleswig-Holstein-Sonderburg-Plön (1622-1671).
Después de su muerte, se casó el 4 de septiembre de 1689 en Wilhermsdorf, condesa Barbara Franziska de Welz-Wilmersdorf (4 de agosto de 1666 - 3 de abril de 1718, Wilhermsdorf).
- Datos: Q71400
- Multimedia: Wolfgang Julius, Count of Hohenlohe-Neuenstein / Q71400